# 南阿蘇村立長陽小学校
南阿蘇村立長陽小学校（みなみあそそんりつちょうようしょうがっこう）は、熊本県阿蘇郡南阿蘇村河陽にあった小学校。

## 沿革
- 1878年(明治8年) - 河陽学校創立。
- 1879年(明治9年) - 長野学校創立。
- 1909年(明治42年) - 河陽尋常小学校と長野尋常小学校が合併し長陽尋常小学校となる。
- 1914年(大正3年)4月 - 長野尋常高等小学校と改称。
- 1941年(昭和16年)4月 - 長野国民学校と改称。
- 1947年(昭和22年)4月 - 長陽村立長陽小学校と改称。
- 2005年(平成17年)2月13日 - 南阿蘇村立長陽小学校と改称。
- 2012年(平成24年)3月 - 南阿蘇村立長陽西部小学校、南阿蘇村立立野小学校と統合し南阿蘇村立南阿蘇西小学校となる。

## 学校周辺
- 熊本県道149号河陰阿蘇線
- 加勢駅